# Corybas merrillii
Corybas merrillii är en orkidéart som först beskrevs av Oakes Ames, och fick sitt nu gällande namn av Oakes Ames. Corybas merrillii ingår i släktet Corybas, och familjen orkidéer. Inga underarter finns listade i Catalogue of Life.